# لذت دانایی
لذت دانایی یک برنامهٔ تلویزیونی کودک و نوجوان با محوریت آموزش و علم است که با هدف ترویج دانش عمومی، فناوری، تاریخ علم و مباحث مرتبط برای عموم مردم تهیه و پخش شده‌است. این برنامه با بهره‌گیری از گفت‌وگوهای تخصصی و آیتم‌های آموزشی تلاش می‌کند تا مفاهیم علمی را به زبان ساده و قابل درک برای مخاطبان گسترده ارائه کند.

لوگوی برنامه لذت دانایی‌

## حضور در فضای مجازی
به موازات پخش تلویزیونی، مخاطبان در شبکه‌ ی اجتماعی اینستاگرام نیز صفحه‌ای با نام لذت دانایی ایجاد کرده‌اند که محتوای علمی و آموزشی برنامه را بازنشر و دنبال می‌کند. این صفحه توانسته در مدت کوتاهی بیش از ۱۵۰ هزار دنبال‌کننده جذب کند و به عنوان یکی از پایگاه‌های رسمی برنامه فعالیت داشته باشد.  
صفحه رسمی برنامه لذت دانایی‌ در اینستاگرام

## بازخورد
این برنامه به دلیل ارائهٔ سادهٔ مطالب علمی، توانسته بخشی از مخاطبان جوان را به خود جذب کند و در فضای مجازی نیز بازتاب‌هایی داشته است.

## ساختار برنامه
لذت دانایی معمولاً شامل بخش‌هایی مانند:
- معرفی کتاب‌ها و منابع آموزشی
- نمایش ویدیو نحوه کار اجسام مختلف  و اطلاعاتی درمورد نجوم و فضا
- توضیحات بسیار کاربردی و مفید